# Emily Cedeño
Emily Masiel Cedeño Coba (* 22. November 2003 in Puerto Armuelles, Chiriquí), üblicherweise als Emily Cedeño bezeichnet, ist eine panamaische Fußballspielerin, die vorwiegend im Mittelfeld eingesetzt wird.

## Kindheit und Jugend
Im Alter von 3 Jahren spielte Emily Cedeño zum ersten Mal Fußball und wirkte mit 6 Jahren in einer Futsal-Mannschaft mit. Danach spielte sie Basketball, doch ihre Mutter riet ihr, sich auf eine Sportart zu konzentrieren und so entschied sie sich für Fußball. Mit 13 Jahren spielte sie auf Anraten einer Freundin zum ersten Mal bei einem Verein vor, fiel aber durch. Ein Jahr später probierte sie es erneut und wurde in die U-15-Mannschaft aufgenommen.

## Verein
In der Liga de Fútbol Femenino (LFF) spielte sie zunächst für den Costa del Este FC und anschließend für Atlético Chiriquí, bevor sie im Januar 2022 zum CD Plaza Amador und von dort ein Jahr später zu dessen Erzrivalen Tauro FC wechselte, gegen den der „Clásico Nacional“ bestritten wird. Mit dem Tauro FC, für den es der vierte Triumph in Folge war, gewann sie im Juni 2023 die panamaische Frauenfußballmeisterschaft.

## Nationalmannschaft
Ihr Debüt für die panamaische Frauenfußballnationalmannschaft bestritt sie am 12. Oktober 2022 in einem Freundschaftsspiel gegen Ecuador, das 1:1 endete. Ihren ersten Länderspieltreffer erzielte sie am 26. Juni 2023 in einem Freundschaftsspiel gegen Gibraltar. Nach dem von ihr erzielten Führungstreffer zum 1:0 in der 22. Minute ließ sie sechs Minuten auch das 2:0 folgen und beendete ihr bisher erfolgreichstes Länderspiel mit dem dritten Treffer zum 6:0 (Endstand 7:0) in der 76. Minute. Sie gehörte auch zum Kader Panamas bei der Weltmeisterschaft 2023, bei der sie in allen drei Spielen Panamas zum Einsatz kam.

## Erfolge
- Panamaischer Meister: 2023